# Gonzalo Demaría
Gonzalo Demaría (Buenos Aires, 31 de marzo de 1970). es un dramaturgo, novelista, ensayista, compositor, director teatral y guionista argentino.

## Biografía
Tiene espectáculos estrenados principalmente en Buenos Aires y en París.
En su ciudad natal escribió y dirigió las piezas Lo que habló el pescado (2004) -espectáculo que recibió diversos premios y distinciones para su autor, director e intérpretes-, Novia con tulipanes (2006), y Cabo Verde (2009), en la que explora el siniestro mundo del higienismo.
Algunas de estas obras están contextualizadas en el pasado histórico de la Argentina. Otras suceden en ambientes urbanos llenos de tensión y de misterio.
En el campo del teatro musical se inició en 1996 como autor del libro de la comedia musical Nenucha, la envenenadora de Monserrat (en colaboración con Damián Dreizik). En el 2005 estrenó dos comedias musicales en Buenos Aires, Houdini y Rita la Salvaje, la primera con libro y música suyas, además de una ópera contemporánea en París, en el Thèâtre National de Chaillot, Mambo Místico, debut en el teatro musical de la actriz franco-argentina Marilú Marini. Este espectáculo también premiado, con partitura del compositor italo-brasilero Aldo Brizzi, fue creado por Alfredo Arias. Con él colaboró Demaría en otro espectáculo porteño, Relaciones tropicales. También en París estrenó la ópera pop Trois Tangos (2009), con versos suyos escritos en tres lenguas distintas y música de Axel Krygier. Con Helena Tritek concibieron para Claudia Lapacó Para qué las canciones.
Gonzalo Demaría adaptó para la escena nacional los musicales Chicago, Zorba y Cabaret, esta última también para Madrid.
En 2017 fue parte junto con los guionistas de la telenovela Amar, después de amar: Erika Halvorsen, Micaela Libson y Esteban Garrido. Luego colaboró con Romina Paula, en el unitario El maestro.
En 2018, Sebastián Rotstein y Federico Rotstein escribieron una serie de ficción Morir de amor basada en una historia de Demaría y Halvorsen. Finalmente, esta adaptación de los Rotstein fue producida por Enrique Estevanez y Viacom Argentina, dirigida por Anahí Berneri y protagonizada por Griselda Siciliani, se emitió en el prime time de Telefe de Argentina, logrando niveles de audiencia muy bajos. La prensa calificó el índice de audiencia de la serie como "bajísimo" y "desastroso" y la señal emisora adelantó el final del programa.
En 2017 escribió la obra Juegos de amor y guerra, que se estrenó en Buenos Aires y representa los hechos del escándalo de los cadetes ocurrido en 1942. En 2019 recibió acceso a los expedientes del caso, incluidas las infames fotografías, que durante mucho tiempo se creía perdidas y que habían sido muy buscadas por periodistas y científicos sociales homosexuales. Siguiendo su investigación, publicó el primer libro centrado en el escándalo en febrero de 2020, titulado Cacería. En julio del mismo año se anunció que Metro-Goldwyn-Mayer adquirió los derechos del libro y tenía la intención de hacer una serie de ficción inspirada en el hecho real.
En 2010 publicó su primera novela, Las Pochoeaters (2009), relato que navega entre la narración gótica y la historieta.

## Premios y nominaciones
| Premios Martín Fierro | Premios Martín Fierro  | Premios Martín Fierro           | Premios Martín Fierro | Premios Martín Fierro |
| Año                   | Categoría              | Trabajo Nominado                | Resultado             | Ref.                  |
| --------------------- | ---------------------- | ------------------------------- | --------------------- | --------------------- |
| 2018                  | Mejor autor/libretista | Amar después de amar El maestro | Nominado              |                       |

| Premios Tato | Premios Tato           | Premios Tato                    | Premios Tato | Premios Tato |
| Año          | Categoría              | Trabajo Nominado                | Resultado    | Ref.         |
| ------------ | ---------------------- | ------------------------------- | ------------ | ------------ |
| 2017         | Mejor guion de ficción | Amar después de amar El maestro | Nominado     |              |

| Premios Konex | Premios Konex               | Premios Konex     | Premios Konex | Premios Konex |
| Año           | Categoría                   | Trabajo Nominado  | Resultado     |               |
| ------------- | --------------------------- | ----------------- | ------------- | ------------- |
| 2024          | Teatro Quinquenio 2019-2023 | Periodo 2014-2023 | Ganador       |               |